# Orientskata
Orientskata (Pica serica) är en nyligen urskild fågelart i familjen kråkfåglar inom ordningen tättingar, förekommande i östra Asien.

## Utseende och läten
Orientskata är en 40-51 cm lång, svartvit kråkfågel. Liksom övriga skator i släktet Pica har den lång och kilformad stjärt, svart huvud och ovansida med varierande blågrön- och purpuglans, vitt på skapularer och handpennornas innerfan, svart bröst och vit buk. Jämfört med den europeiska skatan, som den fram tills nyligen ansågs vara en del av, är den mindre, mörkare och har kortare stjärt. Bland lätena hörs olika hårda, tjattrande och kacklande ljud, ljusare och mer metalliska än skatans.

## Utbredning och systematik
Orientskata förekommer från sydöstra Ryssland, nordöstra Kina och Korea söderut genom östra Kina, Taiwan och Hainan till norra Myanmar, norra Laos och norra Vietnam. Den behandlas antingen som monotypisk eller delas in i två underarter med följande utbredning:
- Pica serica serica – norra Myanmar till östra Kina, Taiwan och norra Indokina
- Pica serica anderssoni – sydöstra Ryssland, nordostligaste Kina och Korea

Arten är införd till norra Kyushu i Japan, men har också setts på centrala Honshu och Shikoku. Den verkar också kolonisera sydvästra Hokkaido.
Fågeln betraktades tidigare som underart till skata (Pica pica) och vissa gör det fortfarande. Efter DNA-studier visar dock att den är genetiskt väl skild och närmare släkt med de amerikanska arterna amerikansk skata (P. hudsonia) och gulnäbbad skata (Pica nuttalli).

## Levnadssätt
Orientskatan förekommer i öppna skogsområden, buskmarker, odlingsbygd med spridda träd, parker och trädgårdar. Den bygger ett stökigt, kupolformat kvistbo som placeras väl synligt på stolpar och i träd.

## Status och hot
Internationella naturvårdsunionen IUCN erkänner den ännu inte som egen art och har därför inte bedömt dess hotstatus.

## I kulturen
I Kina (鹊 què) och Japan ses skatan som ett lyckobud, som särskilt tillkännager en glädjande tilldragelse, oftast en födelse eller ett besök. Ursprunget till denna tro är sannolikt att finna i Manchuriets legender. Där berättas hur skatan som heligt djur hade räddat Fanscha, en av manchurernas förfäder, från de hotande grannstammarna. Då nordkineserna tillsammans med manchurerna erövrade det Kinesiska imperiet, utbredde sig tron i hela Kina. Vid tiden för Qingdynastin (1644–1911) ställde manchurerna kejsaren, så att deras kultur delvis kunde smälta samman med Han-kulturen, så att skatan dyrkas i den nuvarande formen. Enligt en annan förklaring gäller skator som glädjebringare, därför att de i myten Väverskan och koherden bildar en bro över Vintergatan på den sjunde dagen i den sjunde månaden och så möjliggör en sammankomst för de åtskilda älskande (Qixi-festen). På grund av sin svartvita fjäderdräkt har den setts som en symbol för yin och yang. I Korea äras skatan som nationaldjur och som lyckobringare. I berättelser representerar den de svaga och värnlösa. Om den uppträder metaforiskt som motstycke till tigern (jord, naturmakter), så står den för himlen och den gudomliga makten.